# Enzymdefekt
Ein Enzymdefekt (Kompositum aus griechisch ένζυμο und lateinisch defectus) liegt vor, wenn die Katalysatorfunktion eines Enzyms im biologischen Stoffwechsel übermäßig,  vermindert oder abwesend ist. Ein Enzymdefekt kann durch Veränderungen bzw. einen Fehler im Enzymaufbau oder durch die verminderte oder übermäßige Bereitstellung des Enzyms im organischen Stoffwechsel verursacht werden (dies ist allerdings streng gesehen ein Enzymmangel und kein struktureller Defekt).
Resultieren daraus klinische Symptome oder Beschwerden, so spricht man von einer Enzymopathie (griechisch ενζυμοπάθια, ensimopáthia, „die Enzymkrankheit“), und es kann zur Ausbildung einer Idiosynkrasie, zu schwerwiegenderen Krankheiten und zu Entwicklungsverzögerungen (wie bei zu spät diagnostizierter  Phenylketonurie) kommen. Viele ungewollte, vor allem frühe, Fehlgeburten werden als intrauterine Fruchttode auf kritische Enzymdefekte mit entsprechend schwerwiegenden Stoffwechselstörungen der sich entwickelnden Leibesfrucht zurückgeführt.
Auslöser eines Enzymdefekts ist oftmals ein genetischer Defekt. Ein Beispiel für einen erworbenen Enzymmangel ist die exokrine Pankreasinsuffizienz, bei der nicht mehr genügend Verdauungsenzyme gebildet werden.
Enzyme werden im Organismus selbst gebildet (Biosynthese).